# Songs About Jane
Songs About Jane là album phòng thu đầu tay của ban nhạc người Mỹ Maroon 5, phát hành ngày 25 tháng 6 năm 2002 bởi Octone Records và J Records. Năm 1994, Adam Levine, Jesse Carmichael, Mickey Madden và Ryan Dusick thành lập ban nhạc Kara's Flowers và ra mắt hai album phòng thu We Like Digging? (1995) và The Fourth World (1997) nhưng đều không gặt hái thành công. Sau đó, họ kết nạp thêm James Valentine để tạo nên Maroon 5 và ký hợp đồng thu âm với Octone Records, một hãng đĩa độc lập có mối quan hệ liên doanh riêng biệt với J Records. Songs About Jane là một bản thu âm alternative rock, funk rock và pop rock với toàn bộ những bài hát được sản xuất bởi Matt Wallace, bên cạnh sự tham gia hỗ trợ sản xuất từ Mark Endert. Ngoài ra, Levine và Carmichael cũng đảm nhận đồng sáng tác cho toàn bộ đĩa nhạc, với nội dung ca từ được lấy cảm hứng từ mối quan hệ lúc bấy giờ của Levine với bạn gái cũ Jane Herman, và tên của cô cũng được sử dụng cho tiêu đề album. Năm 2012, ban nhạc phát hành phiên bản kỷ niệm 10 năm của đĩa nhạc với những bản thu nháp và nhiều bản Mặt B chưa từng tiết lộ. 
Songs About Jane là album duy nhất của Maroon 5 có sự góp mặt của Dusick, người phải rời ban nhạc vào năm 2006 sau khi gặp chấn thương nghiêm trọng ở cổ tay và vai. Sau khi phát hành, đĩa nhạc nhận được những phản ứng tích cực từ các nhà phê bình âm nhạc, những người đánh giá cao giai điệu hấp dẫn và chất giọng của Levine. Ngoài ra, Songs About Jane cũng nhận được ba đề cử giải Grammy trong hai năm liên tiếp và giúp ban nhạc chiến thắng hạng mục Nghệ sĩ mới xuất sắc nhất tại lễ trao giải thường niên lần thứ 47. Album cũng gặt hái những thành công lớn về mặt thương mại, đứng đầu các bảng xếp hạng tại Úc, Pháp, Ireland, New Zealand và Vương quốc Anh, đông thời lọt vào top 10 ở hầu hết những quốc gia khác, bao gồm vươn đến top 5 ở những thị trường lớn như Canada, Đan Mạch, Hà Lan, Phần Lan, Na Uy và Thụy Điển. Đĩa nhạc ra mắt ở vị trí thứ 170 trên bảng xếp hạng Billboard 200 tại Hoa Kỳ và vươn đến vị trí thứ sáu sau hơn một năm phát hành, trở thành album đầu tiên của họ vươn đến top 10 tại đây. Tính đến nay, Songs About Jane đã bán được hơn mười triệu bản trên toàn cầu.
Năm đĩa đơn đã được phát hành từ Songs About Jane. Đĩa đơn đầu tiên "Harder to Breathe" được chọn làm đĩa đơn mở đường và lọt vào top 40 ở một số quốc gia, trong khi hai đĩa đơn tiếp theo "This Love" và "She Will Be Loved" trở thành những bản hit đột phá trong sự nghiệp của Maroon 5, đạt đến top 10 ở nhiều thị trường lớn và trên bảng xếp hạng Billboard Hot 100 tại Hoa Kỳ. Ngoài ra, hai đĩa đơn đều được đề cử giải Grammy cho Trình diễn song tấu hoặc nhóm nhạc giọng pop xuất sắc nhất và giúp họ chiến thắng với phiên bản từ album trực tiếp Live – Friday the 13th (2005) của "This Love". Hai đĩa đơn tiếp theo "Sunday Morning" và "Must Get Out" chỉ gặt hái những thành tích hạn chế trên toàn cầu. Để quảng bá cho album, ban nhạc trình diễn trên nhiều chương trình truyền hình và lễ trao giải lớn, như Saturday Night Live, Today, The Tonight Show with Jay Leno, Top of the Pops, giải thưởng âm nhạc Billboard năm 2004 và giải Grammy lần thứ 47, cũng như thực hiện chuyến lưu diễn Songs About Jane Tour (2003-05) với 180 đêm diễn và đi qua bốn châu lục, bên cạnh chuyến lưu diễn ngắn hạn Honda Civic Tour lần thứ 5 (2005).

## Danh sách bài hát
Tất cả các ca khúc được viết bởi Adam Levine và Jesse Carmichael, ngoại trừ một số ghi chú; Tất cả những bài hát trong album gốc đều được sản xuất bởi Matt Wallace. Những nhà sản xuất khác được ghi chú trong những bản nhạc kèm theo..
| Songs About Jane – Phiên bản tiêu chuẩn | Songs About Jane – Phiên bản tiêu chuẩn | Songs About Jane – Phiên bản tiêu chuẩn | Songs About Jane – Phiên bản tiêu chuẩn |
| STT                                     | Nhan đề                                 | Sáng tác                                | Thời lượng                              |
| --------------------------------------- | --------------------------------------- | --------------------------------------- | --------------------------------------- |
| 1.                                      | "Harder to Breathe"                     |                                         | 2:53                                    |
| 2.                                      | "This Love"                             |                                         | 3:26                                    |
| 3.                                      | "Shiver"                                |                                         | 2:59                                    |
| 4.                                      | "She Will Be Loved"                     | Levine James Valentine                  | 4:17                                    |
| 5.                                      | "Tangled"                               | Levine                                  | 3:18                                    |
| 6.                                      | "The Sun"                               | Levine                                  | 4:11                                    |
| 7.                                      | "Must Get Out"                          |                                         | 3:59                                    |
| 8.                                      | "Sunday Morning"                        |                                         | 4:04                                    |
| 9.                                      | "Secret"                                |                                         | 4:55                                    |
| 10.                                     | "Through with You"                      |                                         | 3:01                                    |
| 11.                                     | "Not Coming Home"                       | Levine Carmichael Ryan Dusick           | 4:21                                    |
| 12.                                     | "Sweetest Goodbye"                      | Levine                                  | 4:30                                    |
| Tổng thời lượng:                        | Tổng thời lượng:                        | Tổng thời lượng:                        | 45:54                                   |

| Songs About Jane – Phiên bản tại Nhật Bản (bản nhạc bổ sung) | Songs About Jane – Phiên bản tại Nhật Bản (bản nhạc bổ sung) | Songs About Jane – Phiên bản tại Nhật Bản (bản nhạc bổ sung) | Songs About Jane – Phiên bản tại Nhật Bản (bản nhạc bổ sung) |
| STT                                                          | Nhan đề                                                      | Sản xuất                                                     | Thời lượng                                                   |
| ------------------------------------------------------------ | ------------------------------------------------------------ | ------------------------------------------------------------ | ------------------------------------------------------------ |
| 13.                                                          | "Ragdoll"                                                    | Russ Kunkel                                                  | 5:28                                                         |

| Songs About Jane – Phiên bản đặc biệt tại Nhật Bản (bản nhạc bổ sung) | Songs About Jane – Phiên bản đặc biệt tại Nhật Bản (bản nhạc bổ sung) | Songs About Jane – Phiên bản đặc biệt tại Nhật Bản (bản nhạc bổ sung) | Songs About Jane – Phiên bản đặc biệt tại Nhật Bản (bản nhạc bổ sung) |
| STT                                                                   | Nhan đề                                                               | Sản xuất                                                              | Thời lượng                                                            |
| --------------------------------------------------------------------- | --------------------------------------------------------------------- | --------------------------------------------------------------------- | --------------------------------------------------------------------- |
| 14.                                                                   | "This Love" (Kanye West remix)                                        | Wallace Mark Endert [a] West [b]                                      | 3:43                                                                  |
| 15.                                                                   | "This Love" (acoustic trực tiếp)                                      |                                                                       | 4:11                                                                  |
| 16.                                                                   | "Harder to Breathe" (acoustic trực tiếp)                              |                                                                       | 3:10                                                                  |

| Songs About Jane – Phiên bản đặc biệt (bản nhạc bổ sung) | Songs About Jane – Phiên bản đặc biệt (bản nhạc bổ sung) | Songs About Jane – Phiên bản đặc biệt (bản nhạc bổ sung) | Songs About Jane – Phiên bản đặc biệt (bản nhạc bổ sung) |
| STT                                                      | Nhan đề                                                  | Sản xuất                                                 | Thời lượng                                               |
| -------------------------------------------------------- | -------------------------------------------------------- | -------------------------------------------------------- | -------------------------------------------------------- |
| 13.                                                      | "Ragdoll"                                                | Kunkel                                                   | 5:28                                                     |
| 14.                                                      | "Harder to Breathe" (acoustic)                           |                                                          | 2:56                                                     |
| 15.                                                      | "This Love" (acoustic)                                   |                                                          | 4:02                                                     |
| 16.                                                      | "This Love" (Kanye West remix)                           | Wallace Endert [a] West [b]                              | 3:38                                                     |

| Songs About Jane – Phiên bản Tour đặc biệt (bản nhạc bổ sung) | Songs About Jane – Phiên bản Tour đặc biệt (bản nhạc bổ sung) | Songs About Jane – Phiên bản Tour đặc biệt (bản nhạc bổ sung) | Songs About Jane – Phiên bản Tour đặc biệt (bản nhạc bổ sung) | Songs About Jane – Phiên bản Tour đặc biệt (bản nhạc bổ sung) |
| STT                                                           | Nhan đề                                                       | Sáng tác                                                      | Sản xuất                                                      | Thời lượng                                                    |
| ------------------------------------------------------------- | ------------------------------------------------------------- | ------------------------------------------------------------- | ------------------------------------------------------------- | ------------------------------------------------------------- |
| 13.                                                           | "Ragdoll"                                                     |                                                               | Kunkel                                                        | 5:28                                                          |
| 14.                                                           | "This Love" (trực tiếp tại Hamburg)                           |                                                               |                                                               | 3:48                                                          |
| 15.                                                           | "Sunday Morning" (trực tiếp tại Hamburg)                      |                                                               |                                                               | 5:39                                                          |
| 16.                                                           | "Secret" (trực tiếp tại Hamburg)                              |                                                               |                                                               | 7:45                                                          |
| 17.                                                           | "She Will Be Loved" (trực tiếp tại Hamburg)                   | Levine Valentine                                              |                                                               | 7:15                                                          |

| Songs About Jane – Phiên bản kỷ niệm 10 năm (Đĩa 2) | Songs About Jane – Phiên bản kỷ niệm 10 năm (Đĩa 2) | Songs About Jane – Phiên bản kỷ niệm 10 năm (Đĩa 2) | Songs About Jane – Phiên bản kỷ niệm 10 năm (Đĩa 2) | Songs About Jane – Phiên bản kỷ niệm 10 năm (Đĩa 2) |
| STT                                                 | Nhan đề                                             | Sáng tác                                            | Sản xuất                                            | Thời lượng                                          |
| --------------------------------------------------- | --------------------------------------------------- | --------------------------------------------------- | --------------------------------------------------- | --------------------------------------------------- |
| 1.                                                  | "Harder to Breathe" (demo)                          |                                                     | Jason Lader Perry Margouleff                        | 2:17                                                |
| 2.                                                  | "This Love" (demo)                                  |                                                     | Lader Margouleff                                    | 3:21                                                |
| 3.                                                  | "Shiver" (demo)                                     |                                                     | Sam Farrar                                          | 3:08                                                |
| 4.                                                  | "She Will Be Loved" (demo)                          |                                                     | Farrar                                              | 3:08                                                |
| 5.                                                  | "Tangled" (demo)                                    |                                                     | Farrar                                              | 2:44                                                |
| 6.                                                  | "The Sun" (demo)                                    |                                                     | Farrar                                              | 3:22                                                |
| 7.                                                  | "Must Get Out" (demo)                               |                                                     | Farrar                                              | 3:17                                                |
| 8.                                                  | "Sunday Morning" (demo)                             |                                                     | Russ Kunkel Nathaniel Kunkel                        | 4:12                                                |
| 9.                                                  | "Secret" (demo)                                     |                                                     | R. Kunkel N. Kunkel                                 | 4:09                                                |
| 10.                                                 | "Through with You" (demo)                           |                                                     | R. Kunkel N. Kunkel                                 | 3:20                                                |
| 11.                                                 | "Not Coming Home" (demo)                            |                                                     | R. Kunkel N. Kunkel                                 | 3:51                                                |
| 12.                                                 | "Sweetest Goodbye" (demo)                           |                                                     | Farrar                                              | 3:30                                                |
| 13.                                                 | "Take What You Want" (demo)                         | Levine                                              | Farrar                                              | 2:25                                                |
| 14.                                                 | "Ragdoll" (demo gốc/mặt B phiên bản quốc tế trừ LP) |                                                     | R. Kunkel N. Kunkel                                 | 5:28                                                |
| 15.                                                 | "Woman" (demo)                                      | Levine Carmichael Valentine Madden Dusick           | Farrar                                              | 4:06                                                |
| 16.                                                 | "Chilly Winter" (demo)                              | Levine                                              | Farrar                                              | 2:55                                                |
| 17.                                                 | "The Sun" (alternate mix)                           |                                                     | Wallace                                             | 4:16                                                |

| Songs About Jane – Phiên bản LP tái bản giới hạn (bản nhạc bổ sung) | Songs About Jane – Phiên bản LP tái bản giới hạn (bản nhạc bổ sung) | Songs About Jane – Phiên bản LP tái bản giới hạn (bản nhạc bổ sung) | Songs About Jane – Phiên bản LP tái bản giới hạn (bản nhạc bổ sung) |
| STT                                                                 | Nhan đề                                                             | Sáng tác                                                            | Thời lượng                                                          |
| ------------------------------------------------------------------- | ------------------------------------------------------------------- | ------------------------------------------------------------------- | ------------------------------------------------------------------- |
| 13.                                                                 | "Ragdoll" (demo)                                                    |                                                                     |                                                                     |
| 14.                                                                 | "Woman" (demo)                                                      |                                                                     |                                                                     |
| 15.                                                                 | "Take What You Want" (demo)                                         |                                                                     |                                                                     |
| 16.                                                                 | "This Love" (Kanye West remix)                                      |                                                                     |                                                                     |
| 17.                                                                 | "Hello" (trực tiếp)                                                 | Noel Gallagher Gary Glitter Mike Leander                            |                                                                     |
| 18.                                                                 | "Wasted Years" (trực tiếp)                                          | Levine                                                              |                                                                     |
| 19.                                                                 | "Harder to Breathe" (acoustic trực tiếp)                            |                                                                     |                                                                     |
| 20.                                                                 | "This Love" (acoustic trực tiếp)                                    |                                                                     |                                                                     |

Ghi chú
- ^[a]  nghĩa là sản xuất bổ sung
- ^[b]  nghĩa là người phối lại

## Xếp hạng
| Bảng xếp hạng (2002–2005)                | Vị trí cao nhất |
| ---------------------------------------- | --------------- |
| Album Úc (ARIA)                          | 1               |
| Album Áo (Ö3 Austria)                    | 7               |
| Album Bỉ (Ultratop Vlaanderen)           | 8               |
| Album Bỉ (Ultratop Wallonie)             | 22              |
| Album Canada (Billboard)                 | 3               |
| Album Đan Mạch (Hitlisten)               | 2               |
| Album Hà Lan (Album Top 100)             | 2               |
| Album Châu Âu (Billboard)                | 4               |
| Album Phần Lan (Suomen virallinen lista) | 2               |
| Album Pháp (SNEP)                        | 1               |
| Album Đức (Offizielle Top 100)           | 5               |
| Album Hy Lạp (IFPI)                      | 2               |
| Album Hungaria (MAHASZ)                  | 36              |
| Album Ireland (IRMA)                     | 1               |
| Album Ý (FIMI)                           | 10              |
| Album Nhật Bản (Oricon)                  | 21              |
| Album Mexico (AMPROFON)                  | 5               |
| Album New Zealand (RMNZ)                 | 1               |
| Album Na Uy (VG-lista)                   | 3               |
| Album Ba Lan (ZPAV)                      | 4               |
| Album Bồ Đào Nha (AFP)                   | 5               |
| Album Tây Ban Nha (PROMUSICAE)           | 9               |
| Album Thụy Điển (Sverigetopplistan)      | 4               |
| Album Thụy Sĩ (Schweizer Hitparade)      | 12              |
| Album Anh Quốc (OCC)                     | 1               |
| Album Hoa Kỳ Billboard 200               | 6               |
| Album Hoa Kỳ Top Catalog (Billboard)     | 1               |

| Bảng xếp hạng (2004)                             | Vị trí |
| ------------------------------------------------ | ------ |
| Album Úc (ARIA)                                  | 6      |
| Album Áo (Ö3 Austria)                            | 40     |
| Album Bỉ (Ultratop Flanders)                     | 35     |
| Album Bỉ (Ultratop Wallonia)                     | 69     |
| Album Đan Mạch (Hitlisten)                       | 20     |
| Album Hà Lan (Album Top 100)                     | 11     |
| Album Phần Lan Quốc tế (Suomen virallinen lista) | 14     |
| Album Pháp (SNEP)                                | 100    |
| Album Đức (Offizielle Top 100)                   | 25     |
| Album Ireland (IRMA)                             | 4      |
| Album Ý (FIMI)                                   | 34     |
| Album New Zealand (RMNZ)                         | 10     |
| Album Thụy Điển (Sverigetopplistan)              | 34     |
| Album Thụy Sĩ (Schweizer Hitparade)              | 28     |
| Album Anh Quốc (OCC)                             | 4      |
| Hoa Kỳ Billboard 200                             | 15     |
| Album Toàn cầu (IFPI)                            | 10     |
| Bảng xếp hạng (2005)                             | Vị trí |
| Album Úc (ARIA)                                  | 13     |
| Album Hà Lan (Album Top 100)                     | 42     |
| Album Châu Âu (Billboard)                        | 19     |
| Album Pháp (SNEP)                                | 59     |
| Album Ý (FIMI)                                   | 98     |
| Album Nhật Bản (Oricon)                          | 57     |
| Album Mexico (AMPROFON)                          | 32     |
| Album New Zealand (RMNZ)                         | 13     |
| Album Anh Quốc (OCC)                             | 58     |
| Hoa Kỳ Billboard 200                             | 38     |
| Album Toàn cầu (IFPI)                            | 41     |

| Bảng xếp hạng (2000–2009)    | Vị trí |
| ---------------------------- | ------ |
| Album Úc (ARIA)              | 23     |
| Album Hà Lan (Album Top 100) | 83     |
| Album Anh Quốc (OCC)         | 30     |
| Hoa Kỳ Billboard 200         | 69     |

## Chứng nhận
| Quốc gia | Chứng nhận    | Số đơn vị/doanh số chứng nhận |
| --- | ------------- | ----------------------------- |
| Argentina (CAPIF) | Bạch kim      | 40.000^                       |
| Argentina (CAPIF) Tái bản | 2× Bạch kim   | 80.000^                       |
| Úc (ARIA) | 8× Bạch kim   | 560.000‡                      |
| Áo (IFPI Áo) | Vàng          | 15.000*                       |
| Bỉ (BEA) | Vàng          | 25.000*                       |
| Brasil (Pro-Música Brasil) | Vàng          | 50.000*                       |
| Canada (Music Canada) | 3× Bạch kim   | 300.000^                      |
| Đan Mạch (IFPI Đan Mạch) | Bạch kim      | 40.000^                       |
| Phần Lan (Musiikkituottajat) | Vàng          | 19,571                        |
| Pháp (SNEP) | 2× Vàng       | 200.000*                      |
| Đức (BVMI) | Bạch kim      | 300.000^                      |
| Hy Lạp (IFPI Hy Lạp) | Vàng          | 10.000^                       |
| Ireland (IRMA) | 2× Bạch kim   | 30.000^                       |
| Ý (FIMI) | Vàng          | 50.000*                       |
| Nhật Bản (RIAJ) | 2× Bạch kim   | 500.000^                      |
| México (AMPROFON) | Bạch kim+Vàng | 150.000^                      |
| Hà Lan (NVPI) | Bạch kim      | 80.000^                       |
| New Zealand (RMNZ) | 5× Bạch kim   | 75.000‡                       |
| Na Uy (IFPI) | Vàng          | 20.000*                       |
| Bồ Đào Nha (AFP) | Vàng          | 20.000^                       |
| Nga (NFPF) | Bạch kim      | 20.000*                       |
| Singapore (RIAS) | Bạch kim      | 10.000*                       |
| Tây Ban Nha (PROMUSICAE) | Vàng          | 50.000^                       |
| Thụy Điển (GLF) | Vàng          | 30.000^                       |
| Thụy Sĩ (IFPI) | Vàng          | 20.000^                       |
| Anh Quốc (BPI) | 7× Bạch kim   | 2,081,000                     |
| Hoa Kỳ (RIAA) | 4× Bạch kim   | 5,149,000                     |
| Tổng hợp |               |                               |
| Châu Âu (IFPI) | 2× Bạch kim   | 2.000.000*                    |
| Toàn cầu | —             | 10,000,000                    |
| * Chứng nhận dựa theo doanh số tiêu thụ. ^ Chứng nhận dựa theo doanh số nhập hàng. ‡ Chứng nhận dựa theo doanh số tiêu thụ và phát trực tuyến. |               |                               |

## Lịch sử phát hành
| Khu vực        | Ngày              | Phiên bản      | Định dạng | Hãng đĩa   | Ct.     |
| -------------- | ----------------- | -------------- | --------- | ---------- | ------- |
| Toàn cầu       | 25 tháng 6, 2002  | Tiêu chuẩn     | CD        | Octone     | [ 96 ]  |
| Vương quốc Anh | 5 tháng 5, 2004   | Tiêu chuẩn     | CD        | Octone     | [ 97 ]  |
| Nhật Bản       | 23 tháng 7, 2003  | Tiêu chuẩn     | CD        | Sony       | [ 98 ]  |
| Đức            | 8 tháng 3, 2004   | Tiêu chuẩn     | CD        | J          | [ 99 ]  |
| Tây Ban Nha    | 15 tháng 4, 2004  | Tiêu chuẩn     | CD        | J          | [ 100 ] |
| Nhật Bản       | 21 tháng 7, 2004  | Đặc biệt       | CD        | Sony       | [ 101 ] |
| Nhiều          | 5 tháng 6, 2012   | Kỷ niệm 10 năm | CD        | A&M Octone | [ 102 ] |
| Hoa Kỳ         | 27 tháng 11, 2015 | Tái bản        | LP        | Brookvale  | [ 103 ] |